# Калињинск
Калињинск (рус. Калининск) град је у Русији у Саратовској области. Према попису становништва из 2010. у граду је живело 16441 становника.

## Становништво
| 1939.  | 1959.  | 1970.  | 1979.  | 1989.  | 2002.  | 2010.  |
| ------ | ------ | ------ | ------ | ------ | ------ | ------ |
| 13.000 | 13.243 | 16.311 | 18.553 | 19.347 | 18.855 | 16.441 |